# Dedo I de Lusacia
Dedo (o Dedi) (1004-octubre de 1075) era un margrave de la Marca Sajona Oriental (también llamada Baja Lusacia) desde 1046 y un pretendiente al título de margrave de Meissen desde 1069. Era el segundo hijo de Teodorico II de Wettin y Matilde, hija de Ecardo I de Meissen.

## Biografía
Dedo heredó la Marca Sajona Oriental de su último dinasta, Odón II, sin hijos, debido a que se había casado con su hija, Oda (m. antes de 1068). Oda era ella misma la viuda de Guillermo III de Weimar y madre de Guillermo y Otón, margraves de Meissen sucesivamente. Cuando otón su hijastro murió, Dedo se casó con su viuda, Adela de Lovaina, y en su nombre pretendió la Marca de Meissen.
Otón murió en 1067 y le sucedió Egberto I, pero Dedo se casó con su viuda en 1069 y se rebeló. Al reclamar la Marca de Meissen a través de su esposa, Dedo estaba desafiando la prerrogativa real en las marcas. Con él en su rebelión era Alberto II de Ballenstedt, quien saqueó el monasterio de Niemburgo, una fundación de la familia de la primera esposa de Dedo. Adela de Lovaina por su parte apoyó agresivamente a su esposo, tanto que Lamberto de Hersfeld se vio obligado a llamarla saevissima uxor (que significa aproximadamente "esposa embravecida"). Adalberto de Bremen, uno de los regentes del joven rey Enrique IV, frustró a los rebeldes turingios y conservó la paz en Turingia y Meissen. Dedo fue confinado en Lusacia, donde le sucedió su hijo mayor, Dedo II.

## Matrimonios y descendencia
Dedo se casó en primer lugar con Oda, la viuda de Guillermo III de Weimar e hija de Tietmaro, desde 1015 hasta 1030 margrave de Lusacia. Tuvieron: 
- Dedo III (m. 1069), margrave de Lusacia (como Dedo II).
- Adelaida, que se casó con Ernesto de Austria.
- Inés, que se casó con un conde sajón llamado Federico

Se casó por segunda vez, en 1068, con Adela de Lovaina una nieta de Lamberto I de Lovaina. Era viuda del margrave Otón I de Meissen. Este era un hijo de Oda, la primera esposa de Dedo, de su primer matrimonio con Guillermo III de Weimar: 
- Enrique (m. 1103), que más tarde gobernó tanto en Lusacia como en Meissen, se casó con Gertrudis de Braunschweig la Joven, hija del margrave Egberto I de Meissen.
- Conrado, supuestamente muerto combatiendo a los wendos.